# Thomas Ebdon
Thomas Ebdon était un organiste, chef d’orchestre et compositeur anglais, né à Durham en 1738 et y décédé le 23 septembre 1811.

## Biographie
Thomas Ebdon a peut-être reçu sa première éducation musicale comme choriste de la cathédrale de Durham, où il fut engagé comme organiste en 1763, poste qu’il conserva jusqu’à sa mort.
À part quelques œuvres de musique vocale, on n’a conservé de lui qu’une marche favorite et surtout 6 sonates (publiées à Londres vers 1780) pour claviers (clavecin, pianoforte ou orgue), deux violons et violoncelle, que l’on peut considérer comme les balbutiements du quatuor avec piano.